# Myrmarachne schenkeli
Myrmarachne schenkeli là một loài nhện trong họ Salticidae.
Loài này thuộc chi Myrmarachne. Myrmarachne schenkeli được Peng & Li miêu tả năm 2002.